# (WHAT IS THE)LOVE & POP?
『(WHAT IS THE)LOVE & POP?』（ラブ アンド ポップ）は、Base Ball Bearのメジャー3枚目のアルバム。

## 解説
- 前作『十七歳』から約1年9ヶ月ぶりのリリース。
- タイトル中の「(WHAT IS THE)」と疑問符は発音しない。また、収録曲にはそれぞれ副題が付いている。
- CMには女性アイドルグループ「Berryz工房」のメンバー、熊井友理奈が出演した。ちょうどアルバム発売に向かいTV-CMの内容を決めていた時期で、「清楚でありながら若干見た目よりギャップのある表情や動きが出来る感じの女の子」を捜していたところに、熊井がCMで流れていた彼らの曲をいつも口ずさんでいる、という情報が入り、小出含めスタッフ・サイドからダメもとで熊井サイドに打診したところ快諾、出演に至った。ちなみに、Vo/Gt.の小出は彼女たちのファンで、メンバーの嗣永桃子がパーソナリティを務めるラジオ番組に電話出演したことがある。
- オリコンチャートの2009年9月8日付週間CDアルバムランキングでは、1万6,017枚を売り上げ9位にランクインした。

## 収録曲
- 全作詞・作曲：小出祐介、編曲：Base Ball Bear・玉井健二（Track.1,3,4,7,8,12）、Base Ball Bear（Track.2,5,6,9,10,11,12.5）

1. Stairway Generation
  - 副題は「Don't Belong, But Already No Retreat」
  - テレビ東京系アニメ『銀魂』第7期オープニングテーマ
  - テレビ東京系「JAPAN COUNTDOWN」2009年8月度オープニングテーマ
  - 11thシングル曲
2. SOSOS
  - 副題は「Scream」
3. changes<Album ver.>
  - 副題は「Morning Always Comes (For Better or Worse)」
  - フジテレビ系『ノイタミナ』枠内放送アニメ『図書館戦争』エンディングテーマ
  - 7thシングル曲のアルバムバージョン。ボーカル以外のパートが所々録り直されている。
  - 曲の最後に次の曲の「神々LOOKS YOU」がアコースティックバージョンでAメロのみ流れている。小出が路上で弾き語りしている体で、詞も異なっている。
4. 神々LOOKS YOU
  - 副題は「Like a Sponge That Absorbs All Fear」
  - 松竹配給映画『鴨川ホルモー』主題歌
  - 9thシングル曲
5. LOVE LETTER FROM HEART BEAT
  - 副題は「Punch You Out, Who Said Love Is Subtraction!」
  - 冒頭と間奏のヴォーカルは小出の声を変声させている。ライブでは関根が歌っている。
6. ホワイトワイライト
  - 副題は「A Time When 'To Believe' Meant Everything」
  - アマチュア時代の楽曲を再録したもの。小出が18歳のときに作った曲である。タイトルは堀之内が付けた[2]。
  - PVが制作されている。監督は遠藤主任。
7. BREEEEZE GIRL
  - 副題は「To the Girl Who Ran Deep Into My Heart」
  - 資生堂「シーブリーズ」CMソング(2009年)
  - Google Play Music「音楽のある生活・夏フェス編」CMソング(2016年)
  - 10thシングル曲
8. LOVE MATHEMATICS
  - 副題は「Too Happy, the Happiness Inside My Head」
  - テレビ東京系『JAPAN COUNTDOWN』2008年12月度エンディングテーマ
  - 8thシングル曲
9. SIMAITAI
  - 副題は「The End of Me ≒ The End of the World / If Our Paths Cross...」
  - 小出は、アルバムの中で一番歌詞で遊んだ曲だと語っている。
10. 海になりたいpart.2
  - 副題は「Don't Cry, Cypress Tree Girl, Don't Cry」
  - 副題の「Cypress Tree」とはイトスギのことであり、花言葉は「死」「絶望」である。
  - 「海になりたい」（『HIGH COLOR TIMES』収録）と同タイトルで、「part.2」と表記されているが、歌詞のストーリーは別物である。
11. レモンスカッシュ感覚
  - 副題は「And What Was Left Was Just the Haze of That Day」
  - 「ホワイトワイライト」と対になる曲。
  - メンバー4人同時の一発録りでレコーディングされた。
12. ラブ＆ポップ
  - 副題は「The Walls」

(12.5) 明日は明日の雨が降る
- 曲が終わった約3分後に流れてくるシークレットトラック。
- 副題は「Love All, Hate All」。
- なお、このシークレットトラックの曲名と副題はこのアルバム(CDのみ)のアートワークのとある所に表記してある。